# Филофей I
Патриа́рх Филофе́й I (греч. Πατριάρχης Φιλόθεος Α΄, возможно Феофил, Θεόφιλος (?)) — Патриарх Александрийский (ок. 1435 или 1437 — ок. 1459).
В его патриаршество состоялся Ферраро-Флорентийский собор (1438—1439). Делегировал свои полномочия для участия в соборных заседаниях митрополиту Ираклийскому Антонию. Заключённая там уния так и не спасла Константинополь от турок, но изрядно смутила православный мир.
Впоследствии Александрийский, Иерусалимский и Антиохийский патриархи резко отмежевались от Флорентийской унии и приняли в 1443 году окружное послание с осуждением униатской политики Константинополя.